# 極風

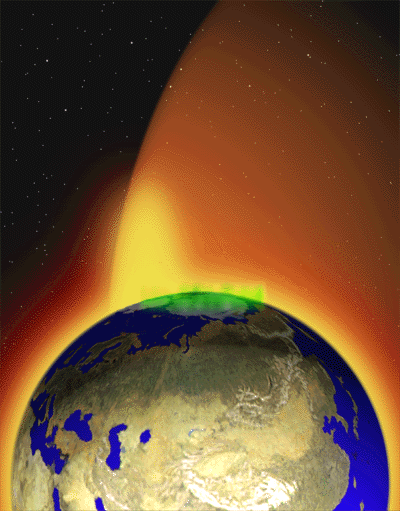
地球的極風顯示出有大量氧、氦和氫離子，這些離子從靠近地球兩極的區域湧入太空。北極上方顯示的淡黃色區域表示從地球流至太空的氣體；綠色區域是北極光—或電漿能量倒回至大氣中。

極風，又稱電漿噴泉，是自地球極區磁層永久性的流動電漿，會造成與地球大氣層、太陽風互相影響作用太陽風將高層大氣層中的氣體分子電離為高能量，使其中一些達到逃逸速度的能量飄散太空。這些離子中有相當大的百分比仍束縛在地球磁場內，構成了范艾倫輻射帶的一部分。
由於電離層等離子體沿著磁場線從地球流出的過程類似於太陽等離子體從太陽的太陽風日冕流向的流動。因此，會有這種矛盾的情形，地球大氣中氦的產生（通過鈾和釷的放射性衰變）似乎比從高層大氣中逸出所產生的氦要快。解決此矛盾情形的方法是，使一些氦離子化，從而沿著磁極附近的開放磁場線從地球磁場上逸出極風。 